# Miro Muheim
Miro Muheim (Zurigo, 24 marzo 1998) è un calciatore svizzero, difensore dell'Amburgo.

## Caratteristiche tecniche
È un terzino sinistro.

## Carriera

### Club
Cresciuto nel settore giovanile dello Zurigo, dal 2014 al 2018 ha militato nell'Academy del Chelsea.
Ceduto al San Gallo il 31 gennaio 2018, ha debuttato fra i professionisti il 3 febbraio seguente disputando l'incontro di Super League perso 2-0 contro lo Young Boys.
Il 15 giugno 2021 viene ceduto in prestito all'Amburgo.
Il 20 marzo 2022 viene riscattato dal club tedesco.

### Nazionale
Ha giocato nelle nazionali giovanili svizzere Under-17, Under-18, Under-19 ed Under-21.
Il 18 novembre 2024 esordisce in nazionale maggiore nella sconfitta per 3-2 in Nations League contro la Spagna.
Il 25 marzo 2025 realizza la sua prima rete per la massima selezione elvetica nel successo per 3-1 in amichevole contro il Lussemburgo.

## Statistiche

### Presenze e reti nei club
Statistiche aggiornate al 2 marzo 2025.
| Stagione            | Squadra             | Campionato          | Campionato | Campionato | Coppe nazionali | Coppe nazionali | Coppe nazionali | Coppe continentali | Coppe continentali | Coppe continentali | Altre coppe | Altre coppe | Altre coppe | Totale | Totale | Totale |
| Stagione            | Squadra             | Comp                | Pres       | Reti       | Comp            | Pres            | Reti            | Comp               | Pres               | Reti               | Comp        | Pres        | Reti        | Pres   | Reti   |        |
| ------------------- | ------------------- | ------------------- | ---------- | ---------- | --------------- | --------------- | --------------- | ------------------ | ------------------ | ------------------ | ----------- | ----------- | ----------- | ------ | ------ | ------ |
| feb.-giu. 2017      | Zurigo II           | PL                  | 11         | 1          | -               | -               | -               | -                  | -                  | -                  | -           | -           | -           | 11     | 1      |        |
| gen.-giu. 2018      | San Gallo II        | 1L                  | 1          | 1          | -               | -               | -               | -                  | -                  | -                  | -           | -           | -           | 1      | 1      |        |
| 2018-2019           | San Gallo II        | 1L                  | 7          | 1          | -               | -               | -               | -                  | -                  | -                  | -           | -           | -           | 7      | 1      |        |
| Totale San Gallo II | Totale San Gallo II | Totale San Gallo II | 8          | 2          |                 | -               | -               |                    | -                  | -                  |             | -           | -           | 8      | 2      |        |
| gen.-giu. 2018      | San Gallo           | SL                  | 1          | 0          | CS              | 0               | 0               | -                  | -                  | -                  | -           | -           | -           | 1      | 0      |        |
| 2018-2019           | San Gallo           | SL                  | 1          | 0          | CS              | 0               | 0               | UEL                | -                  | -                  | -           | -           | -           | 1      | 0      |        |
| 2019-2020           | San Gallo           | SL                  | 33         | 0          | CS              | 2               | 0               | -                  | -                  | -                  | -           | -           | -           | 35     | 0      |        |
| 2020-2021           | San Gallo           | SL                  | 24         | 0          | CS              | 4               | 0               | UEL                | 1                  | 0                  | -           | -           | -           | 29     | 0      |        |
| Totale San Gallo    | Totale San Gallo    | Totale San Gallo    | 59         | 0          |                 | 6               | 0               |                    | 1                  | 0                  |             | -           | -           | 66     | 0      |        |
| 2021-2022           | Amburgo             | 2L                  | 21+2       | 1          | CG              | 4               | 0               | -                  | -                  | -                  | -           | -           | -           | 27     | 1      |        |
| 2022-2023           | Amburgo             | 2L                  | 33+2       | 2          | CG              | 2               | 0               | -                  | -                  | -                  | -           | -           | -           | 37     | 2      |        |
| 2023-2024           | Amburgo             | 2L                  | 28         | 5          | CG              | 3               | 0               | -                  | -                  | -                  | -           | -           | -           | 31     | 5      |        |
| 2024-2025           | Amburgo             | 2L                  | 23         | 0          | CG              | 2               | 1               | -                  | -                  | -                  | -           | -           | -           | 25     | 1      |        |
| Totale Amburgo      | Totale Amburgo      | Totale Amburgo      | 105+4      | 8          |                 | 11              | 1               |                    | -                  | -                  |             | -           | -           | 120    | 9      |        |
| Totale carriera     | Totale carriera     | Totale carriera     | 187        | 11         |                 | 17              | 1               |                    | 1                  | 0                  |             | -           | -           | 205    | 12     |        |

### Cronologia presenze e reti in nazionale
| Cronologia completa delle presenze e delle reti in nazionale ― Svizzera | Cronologia completa delle presenze e delle reti in nazionale ― Svizzera | Cronologia completa delle presenze e delle reti in nazionale ― Svizzera | Cronologia completa delle presenze e delle reti in nazionale ― Svizzera | Cronologia completa delle presenze e delle reti in nazionale ― Svizzera | Cronologia completa delle presenze e delle reti in nazionale ― Svizzera | Cronologia completa delle presenze e delle reti in nazionale ― Svizzera | Cronologia completa delle presenze e delle reti in nazionale ― Svizzera |
| Data                                                                    | Città                                                                   | In casa                                                                 | Risultato                                                               | Ospiti                                                                  | Competizione                                                            | Reti                                                                    | Note                                                                    |
| ----------------------------------------------------------------------- | ----------------------------------------------------------------------- | ----------------------------------------------------------------------- | ----------------------------------------------------------------------- | ----------------------------------------------------------------------- | ----------------------------------------------------------------------- | ----------------------------------------------------------------------- | ----------------------------------------------------------------------- |
| 18-11-2024                                                              | Santa Cruz de Tenerife                                                  | Spagna                                                                  | 3 – 2                                                                   | Svizzera                                                                | UEFA Nations League 2024-2025 - 1º turno                                | -                                                                       |                                                                         |
| 25-3-2025                                                               | San Gallo                                                               | Svizzera                                                                | 3 – 1                                                                   | Lussemburgo                                                             | Amichevole                                                              | 1                                                                       |                                                                         |
| 10-6-2025                                                               | Nashville                                                               | Stati Uniti                                                             | 0 – 4                                                                   | Svizzera                                                                | Amichevole                                                              | -                                                                       | 46’                                                                     |
| Totale                                                                  |                                                                         | Presenze                                                                | 3                                                                       |                                                                         | Reti                                                                    | 1                                                                       |                                                                         |